# Hearts and Minds (Lost)
Hearts and Minds este un episod al serialului de televiziune Lost, sezonul 1.